# Strážkovice
Strážkovice (en allemand : Straschkowitz) est une commune du district de České Budějovice, dans la région de Bohême-du-Sud, en République tchèque. Sa population s'élevait à 506 habitants en 2023.

## Géographie
Strážkovice se trouve à 11 km au sud-est de České Budějovice et à 132 km au sud-sud-est de Prague.
La commune est limitée par Nová Ves et Ledenice au nord, par Borovany et Ostrolovský Újezd à l'est, par Trhové Sviny et Komařice au sud, et par Střížov et Borovnice à l'ouest.

## Histoire
La première mention écrite du village date de 1391.

## Administration
La commune se compose de trois sections :
- Lomec
- Řevňovice
- Strážkovice

## Galerie

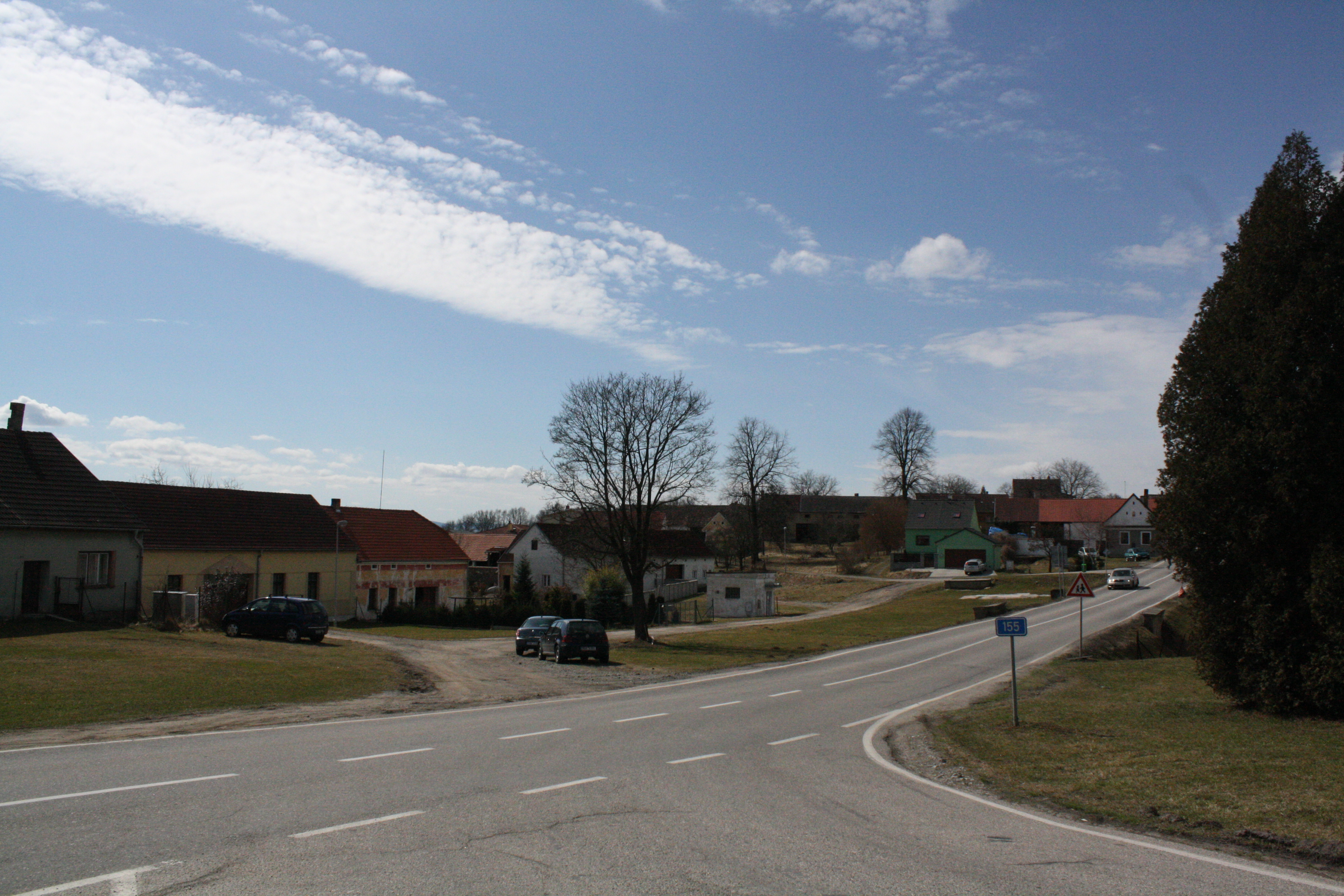
Rue de Strážkovice.
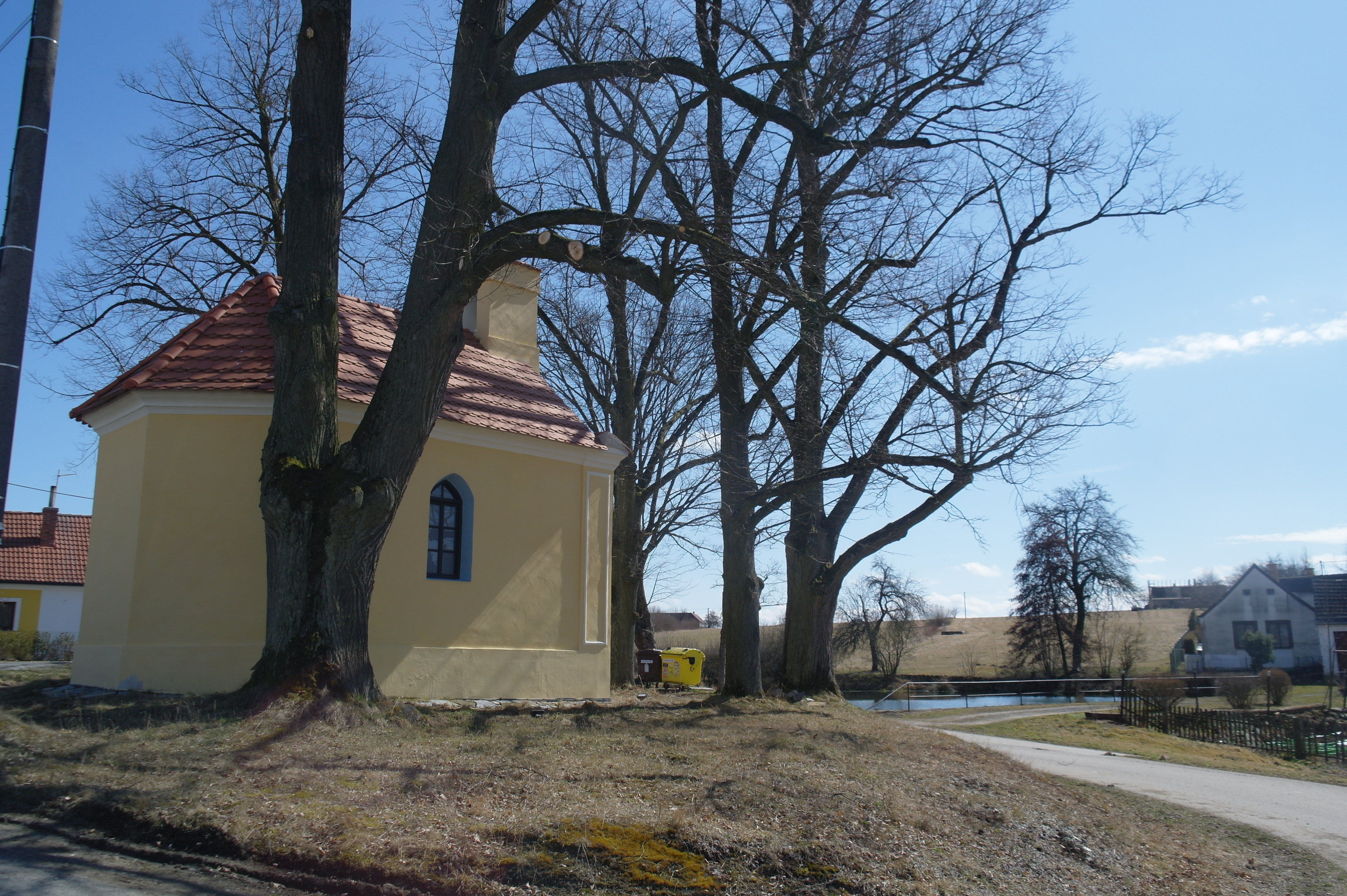
Chapelle à Lomec.

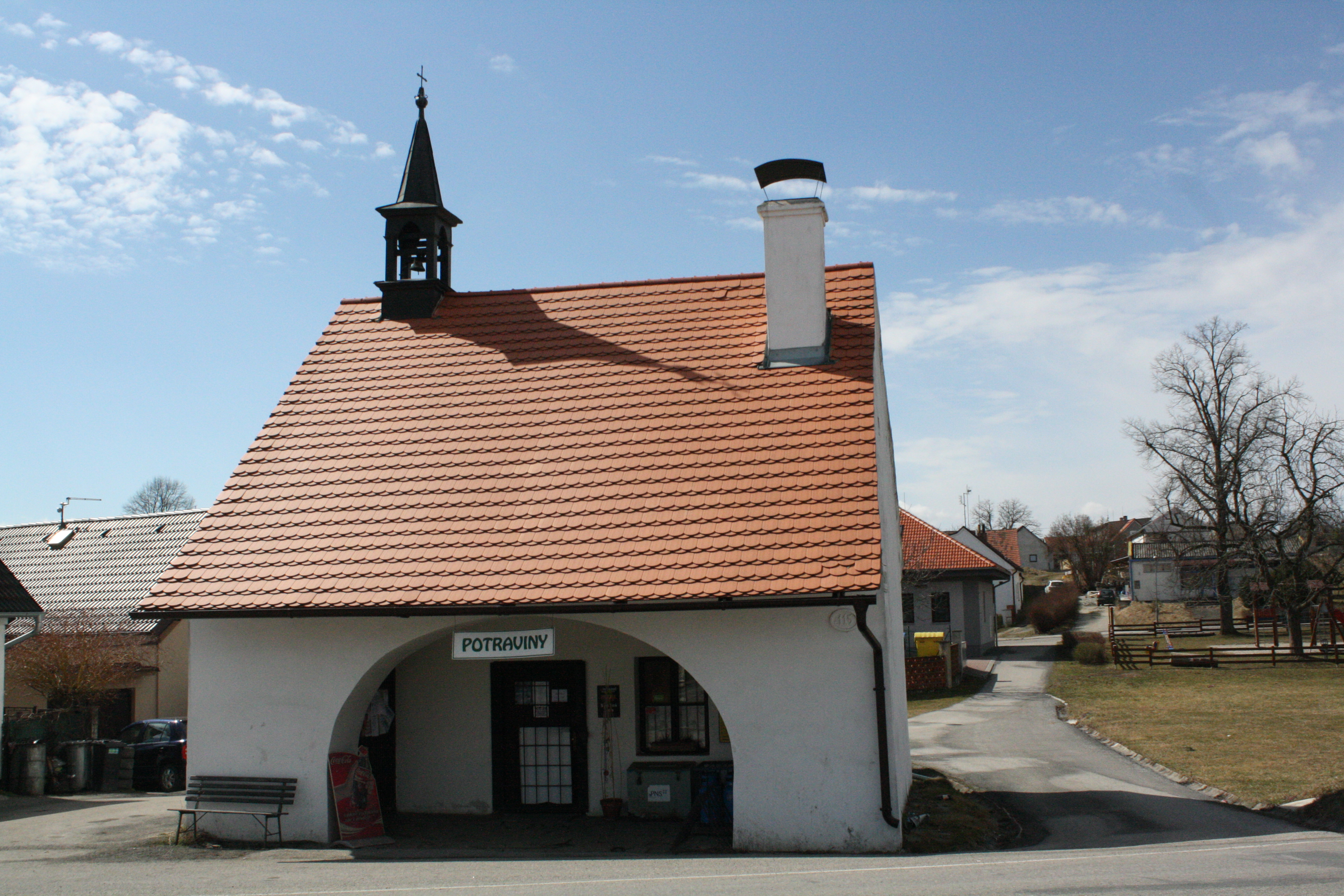
Ancienne forge.
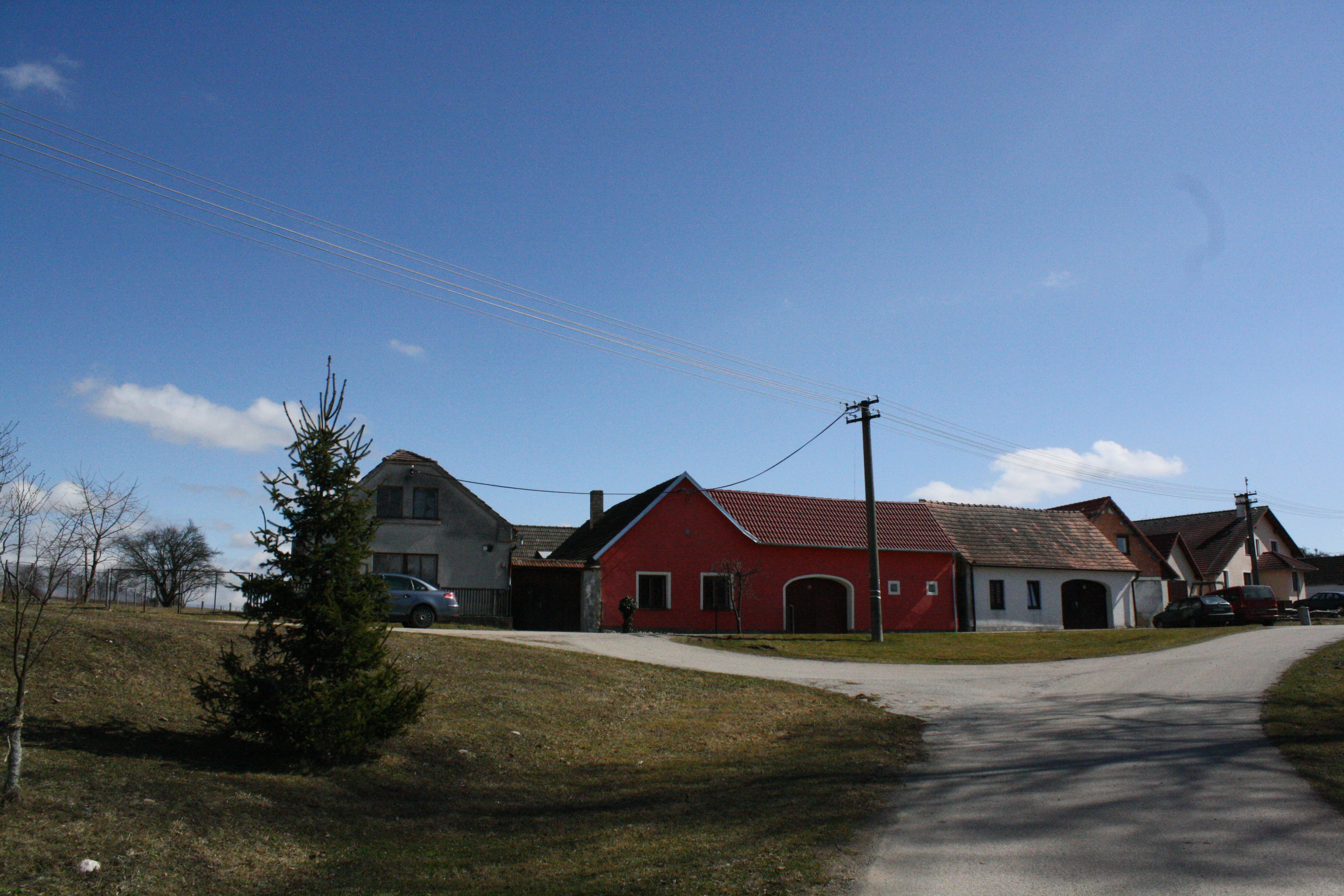
Lomec.

## Transports
Par la route, Strážkovice se trouve à 9 km de Trhové Sviny, à 12 km de České Budějovice et à 162 km de Prague.